# سنت جونزبری (ورمونت)
سنت جونزبری (به انگلیسی: St. Johnsbury) یک منطقهٔ مسکونی در ایالات متحده آمریکا است که در شهرستان کلدونیا، ورمانت واقع شده‌است. اس‌تی. جونس‌بری ۹۵٫۲ کیلومتر مربع مساحت و ۷٬۶۰۳ نفر جمعیت دارد و ۱۸۷ متر بالاتر از سطح دریا واقع شده‌است.